# 沙斯特雷
沙斯特雷（法語：Chastreix）是法国多姆山省的一个市镇，属于伊苏瓦尔区（Issoire）拉图多韦尔尼县（La Tour-d'Auvergne）。该市镇总面积45.12平方公里，2009年时的人口为242人。

## 人口
沙斯特雷人口变化图示